# Church in the Province of the West Indies
Die Church in the Province of the West Indies ist eine Mitgliedskirche der Anglikanischen Gemeinschaft. Sie erstreckt sich über die Westindischen Inseln sowie über mehrere ebenfalls kulturell zur Karibik gezählte Staaten und Gebiete auf dem mittel- und südamerikanischen Festland. Zum Territorium gehören insgesamt 13 Staaten, darunter die Bahamas, Barbados, Belize, Dominica, Grenada, Guyana, Jamaika, Saint Lucia, Suriname sowie Trinidad und Tobago, sowie vier britische Überseegebiete (Anguilla, Cayman Islands, Montserrat, Turks- und Caicosinseln), drei französische Überseegebiete (Französisch-Guayana, Saint-Barthélemy und Saint-Martin), zwei Länder des Königreichs der Niederlande (Aruba und Sint Maarten) und zwei Besondere Gemeinden der Niederlande (Sint Eustatius und Saba). In den acht Diözesen leben etwa 770.000 Gläubige. 

## Aufbau
An der Spitze der Kirche als Primas steht der Erzbischof der Kirchenprovinz der Westindischen Inseln; es ist immer einer der acht Diözesanbischöfe. 
| Diözese                        | Länder | Amtssitz      | Bischof                |
| ------------------------------ | --- | ------------- | ---------------------- |
| Barbados                       | Barbados | Bridgetown    | Michael Maxwell        |
| Belize                         | Belize | Belize City   | Philip Wright          |
| Guyana                         | Guyana Französisch-Guayana (F) Suriname | Georgetown    | Charles Davidson       |
| Jamaika und die Kaimaninseln   | Jamaika Cayman Islands (GB) | Kingston      | Howard Gregory         |
| Bahamas und Turks und Caicos   | Bahamas Turks- und Caicosinseln (GB) | Nassau        | Laish Zane Boyd        |
| Nordöstliche Karibik und Aruba | Anguilla (GB) Antigua und Barbuda Aruba (NL) Dominica Montserrat (GB) Saba (NL) Saint-Barthélemy (F) Saint-Martin (F) Sint Eustatius (NL) Sint Maarten (NL) St. Kitts und Nevis | Saint John’s  | Ernest Alroy Flemming  |
| Trinidad und Tobago            | Trinidad und Tobago | Port of Spain | Claude Berkley         |
| Inseln über dem Winde          | Grenada St. Vincent und die Grenadinen St. Lucia | Kingstown     | Calvert Leopold Friday |

## Geschichte
Die ersten Anglikaner kamen im 17. Jahrhundert als englische Siedler in das Gebiet. Nachdem im 18. Jahrhundert bereits die Herrnhuter Brüdergemeine und die Methodisten unter den aus Afrika stammenden Sklaven missioniert hatten, kam Ende des 18. Jahrhunderts auch eine anglikanische Mission durch die Society for the Propagation of the Gospel in Foreign Parts in Gang. Die Kirchenorganisation unterstand der Diözese London in der Church of England, bis 1824 die Diözesen Jamaika und Barbados (jeweils mit mehreren angrenzenden Gebieten) gegründet wurden. Durch Ausgliederung kamen bis 1891 fünf weitere dazu. 1883 wurde das Gebiet zu einer eigenständigen Kirchenprovinz. 1975 wurde die Diözese Venezuela gegründet, die inzwischen zur Episkopalkirche der Vereinigten Staaten von Amerika gehört.
Wie einige andere Kirchenprovinzen kündigte diese Kirchenprovinz die Gemeinschaft mit der Episkopalkirche der USA auf, nachdem diese 2003 den bekennenden Homosexuellen Gene Robinson zum Bischof ordiniert hatte.

## Primasse
- 1883–1892 William Piercy Austin (Bischof von Guyana)
- 1883–1916 Enos Nuttall (Bischof von Jamaika)
- 1917–1921 Edward Archibald Parry (Bischof von Guyana)
- 1922–1936 Edward Hutson (Bischof von Antigua)
- 1936–1943 Edward Arthur Dunn (Bischof von Belize)
- 1943–1945 Arthur Henry Anstey (Bischof von Trinidad und Tobago)
- 1945–1949 William George Hardie (Bischof von Jamaika)
- 1950–1979 Alan John Knight (Bischof von Guyana)
- 1980–1986 George Cuthbert Manning Woodroffe (Bischof der Inseln über dem Winde)
- 1986–1998 Orland Ugham Lindsay (Bischof von Antigua)
- 1998–2007 Drexel William Gomez (Bischof von Nassau)
- 2007–2019 John Walder Dunlop Holder (Bischof von Barbados)
- seit 2019 Howard Gregory (Bischof von Jamaika)